# Inverkehrbringen (BtMG)
Als Sonstiges Inverkehrbringen von Betäubungsmitteln bezeichnet man im Betäubungsmittelrecht und Strafrecht Deutschlands einen Straftatbestand nach § 29 Abs. 1 S. 1 Nr. 1 Alt. 1 BtMG. Inverkehrbringen meint hierbei jedes, gleichwie geartete Eröffnen der Möglichkeit, dass ein anderer die tatsächliche Verfügung über den Stoff erlangt und ihn nach eigener Entschließung verwenden kann, also jede Verursachung eines Wechsels der Verfügungsgewalt über die Betäubungsmittel durch einen anderen. Die Variante ist gegenüber anderen Tatbestandsvarianten subsidiär und dient gegenüber dem Handeltreiben, der Abgabe, der Veräußerung und dem Verschaffen von Gelegenheit als Auffangtatbestand.

## Objektiver Tatbestand
Als Tatobjekt muss ein Betäubungsmittel im Sinne von § 1 BtMG vorliegen. § 29 Abs. 6 verweist für Betäubungsmittelimitate nicht auf die Tatbestandsvariante des Inverkehrbringens.
Der Wechsel der Verfügungsgewalt setzt nach umstrittener, aber herrschender Meinung keinen Besitz voraus. Inverkehrbringen ist sowohl durch Tun als auch durch Unterlassen möglich. eine hierfür erforderliche Garantenstellung kann jedoch nur bestehen, wenn die Gefahrenquelle, also das Betäubungsmittel, im eigenen Herrschaftsbereich, also im eigenen Gewahrsam, liegt. Der Gewahrsamsinhaber ist insoweit Garant, einen drohenden Gewahrsamswechsel zu verhindern. Ein Beispiel hierfür wäre etwa ein Arzt, der einem drogenabhängigen Patienten die Mitnahme von Betäubungsmitteln oder unterzeichneten Blanko-Betäubungsmittelrezepten ermöglicht, in dem er das Sprechzimmer verlässt. Auch die Dereliktion von Betäubungsmitteln kann Inverkehrbringen sein, wenn hierdurch die Gefahr entsteht, dass Dritte die Betäubungsmittel auffinden. Möglich ist dies etwa in der Situation, dass ein von Polizeibeamten angetroffener Drogendealer die Betäubungsmittel in ein Gebüsch wirft. Ausgeschlossen ist dies indessen, wenn er das Betäubungsmittel in die Toilette wirft.
Der neue Gewahrsamsinhaber muss weder Wissen von noch Willen zu seinem Gewahrsam haben. Umgekehrt muss auch der Inverkehrbringende sein Gewahrsam nicht gezielt an eine bestimmte Person abgeben. ein JVA-Insasse, der sich für eine belastende Aussage vor Gericht an einem anderen Häftling rächen will und ihm deshalb ein Briefchen mit Betäubungsmitteln unterschiebt, bringt Betäubungsmittel in den Verkehr.
Bei ärztlichen Verabreichung und Verschreibungen kommt auch die Konstellation der mittelbaren Täterschaft in Betracht. Ein Arzt, der ein Betäubungsmittel zu anderen als zu Heilzwecken verschreibt, kann ein Betäubungsmittel in den Verkehr bringen. Zwar hat er selbst kein Gewahrsam an dem Betäubungsmittel, er bedient sich jedoch des Apothekers als Gewahrsamsinhaber als (schuldloses oder schuldhaftes) Werkzeug. Ausreichend ist, dass der Apotheker selbst als vorsätzlicher Täter ausscheidet.

## Subjektiver Tatbestand
In subjektiver Hinsicht ist nach § 29 Abs. 4 BtMG Vorsatz oder Fahrlässigkeit erforderlich. Insbesondere bei der Dereliktion genügt dolus eventualis.